# Lantenay (Côte-d’Or)
Lantenay ist eine französische Gemeinde mit 501 Einwohnern (Stand: 1. Januar 2022) im Département Côte-d’Or in der Region Bourgogne-Franche-Comté. Die Gemeinde gehört zum Arrondissement Dijon und zum Kanton Talant (bis 2015: Kanton Dijon-5).

## Geographie
Lantenay liegt etwa 13 Kilometer westlich von Dijon und gehört zum Weinbaugebiet Bourgogne. Umgeben wird Lantenay von den Nachbargemeinden Pasques im Norden, Prenois im Nordosten, Plombières-lès-Dijon im Osten, Velars-sur-Ouches im Osten und Südosten, Fleurey-sur-Ouche im Süden sowie Ancey im Westen. Der Haltepunkt Lantenay liegt an der Bahnstrecke Paris–Marseille.

## Bevölkerungsentwicklung
| Jahr                       | 1962 | 1968 | 1975 | 1982 | 1990 | 1999 | 2006 | 2013 | 2019 |
| Einwohner                  | 325  | 288  | 266  | 302  | 315  | 425  | 454  | 504  | 511  |
| Quellen: Cassini und INSEE |      |      |      |      |      |      |      |      |      |

## Sehenswürdigkeiten

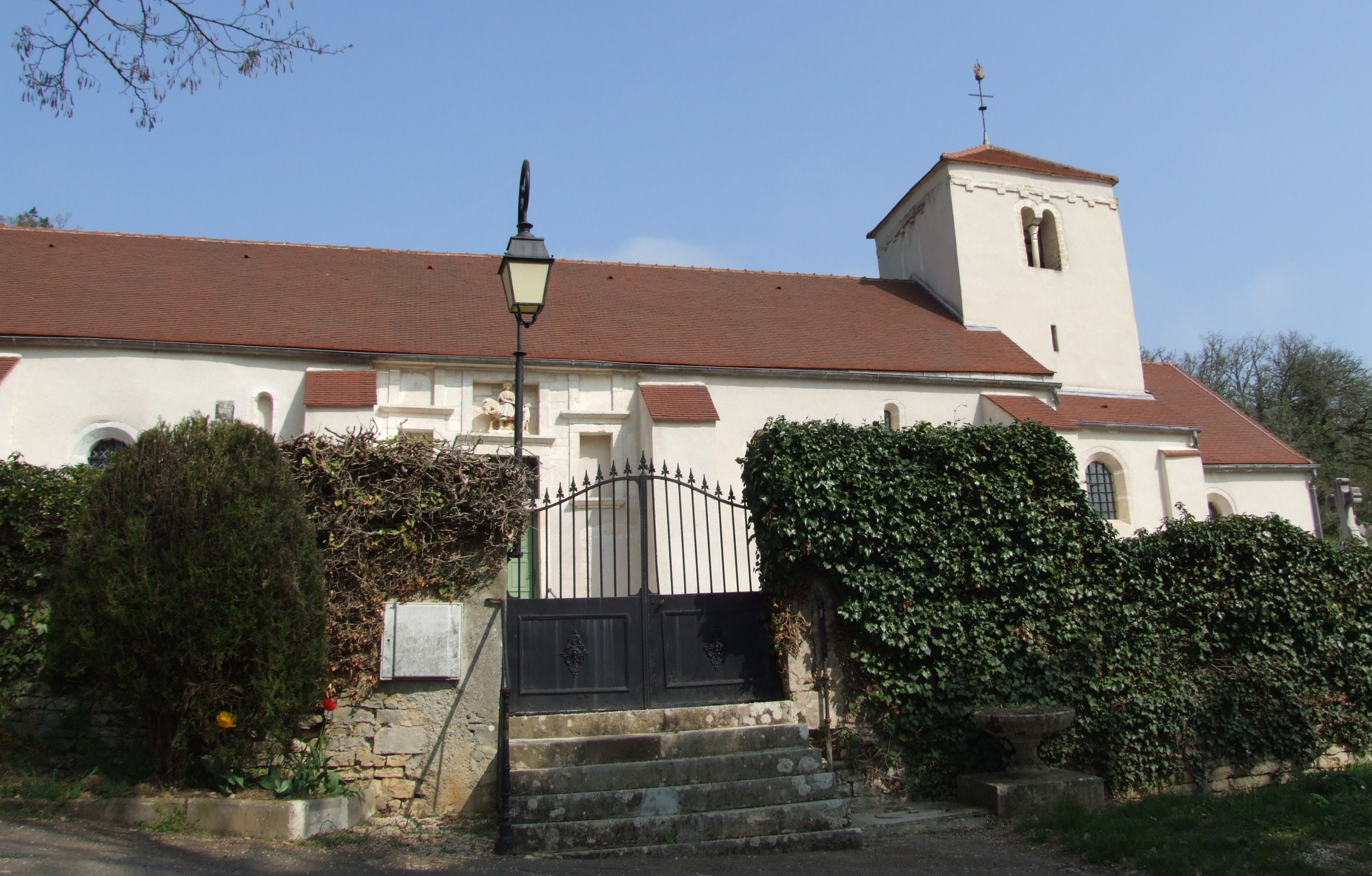
Kirche Saint-Martin
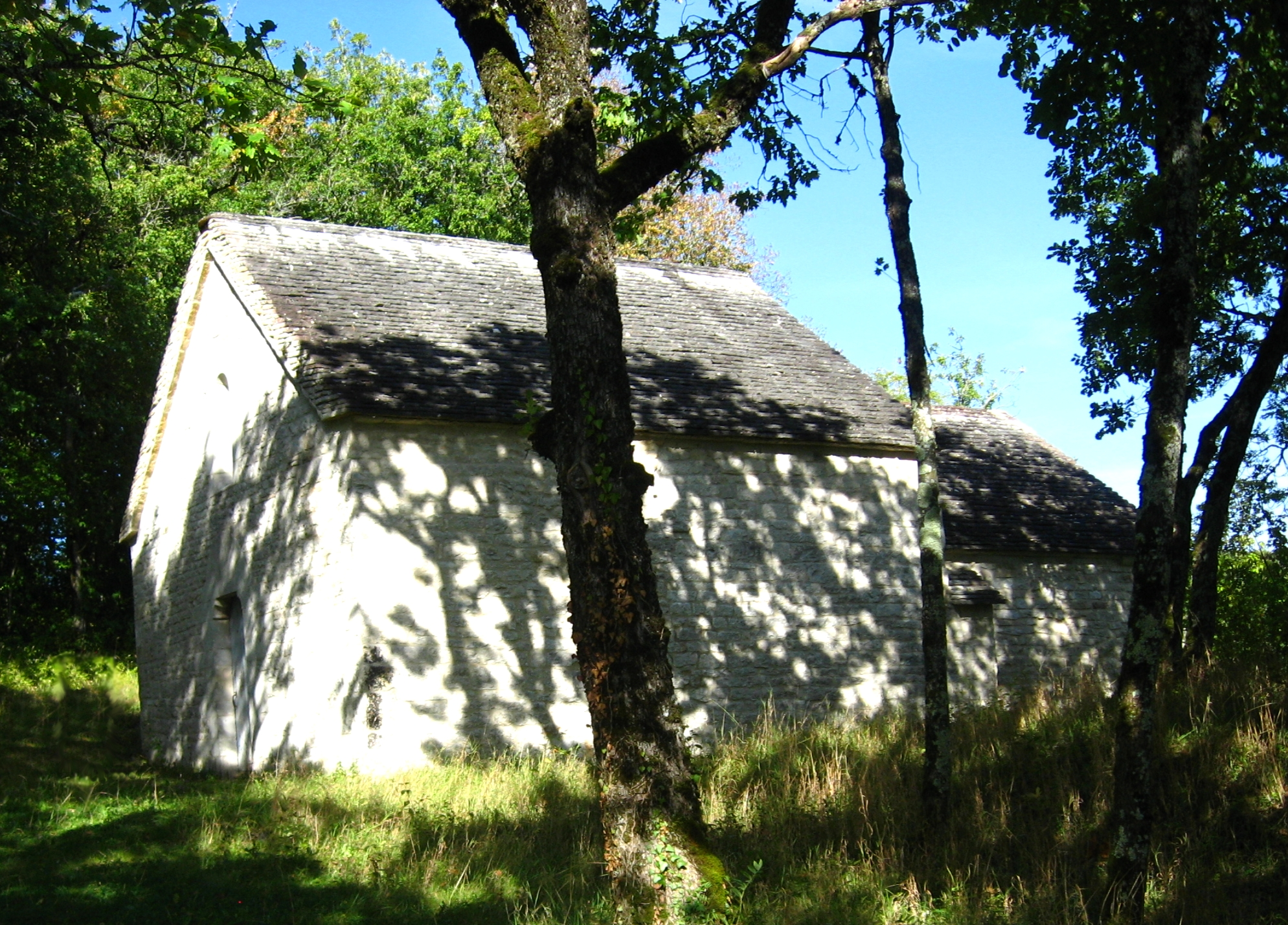
Kapelle Saint-Louis
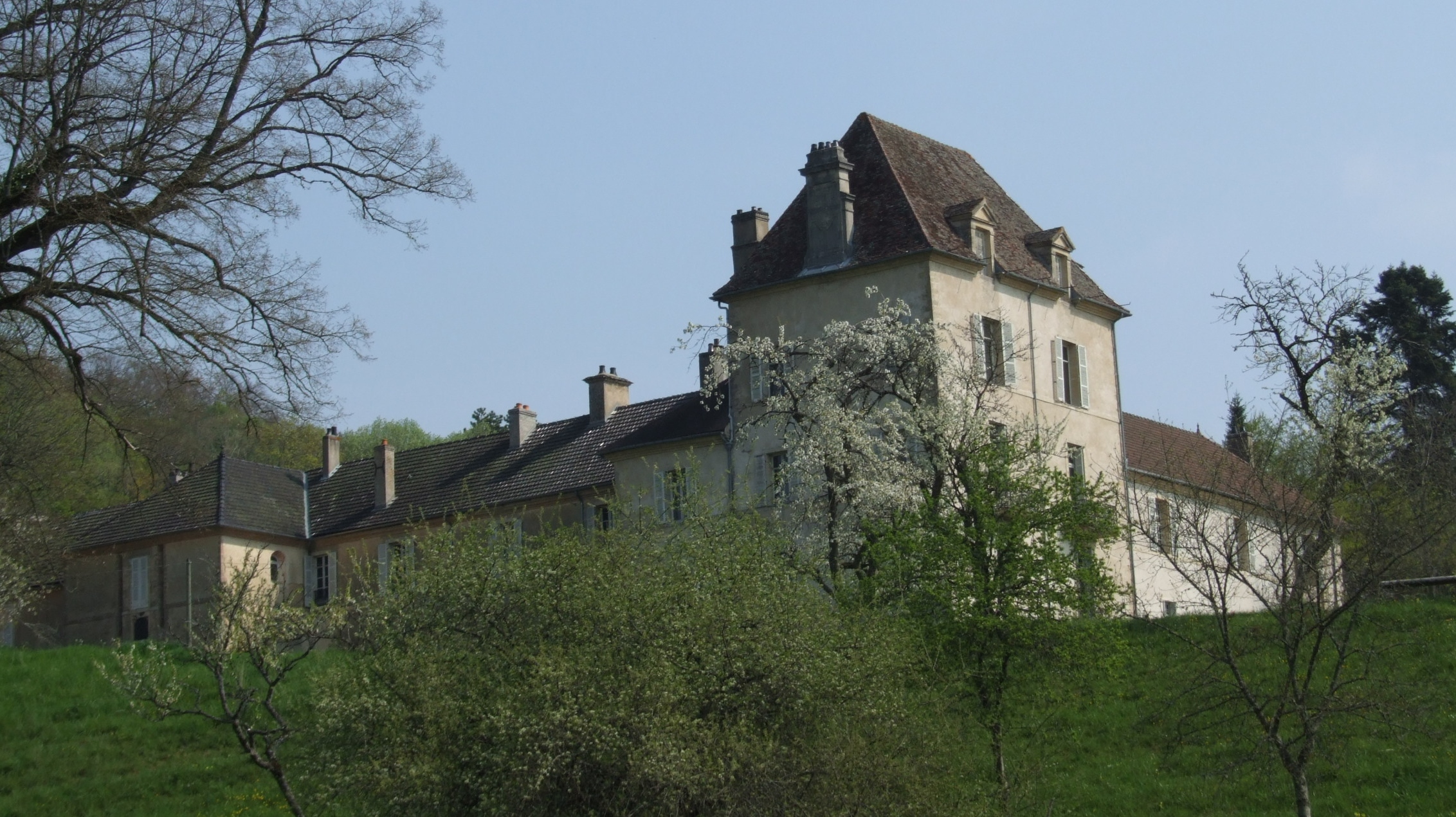
Schloss Lantenay

- Kirche Saint-Martin
- Kapelle Saint-Louis
- Schloss Lantenay